# IPhone 5c
L’iPhone 5c appartiene alla settima generazione di smartphone iPhone, dopo i suoi predecessori iPhone EDGE, IPhone 3G, IPhone 3GS, iPhone 4, iPhone 4S, iPhone 5, con involucro completamente in policarbonato sviluppato da Apple, presentato ufficialmente il 10 settembre 2013 assieme ad iPhone 5s. L'iPhone 5c si caratterizza inoltre per la disponibilità in cinque colori differenti (bianco, rosa, giallo, blu e verde).
L'iPhone 5c, prima del suo lancio e della comunicazione dei prezzi al pubblico, era stato atteso come un modello low-cost; le indiscrezioni comunicate dai principali siti di informazione, infatti, anticipavano un prezzo di circa 200 dollari, generando un certo livello di aspettativa e lasciando intendere si trattasse di un dispositivo che Apple voleva porre in concorrenza agli smartphone Android di fascia media. Tuttavia tale anticipazione era basata esclusivamente su speculazioni, non avendo mai dato o suggerito Apple alcuna indicazione in tal senso. I prezzi al pubblico si sono alla fine rivelati sostanzialmente allineati a quelli degli altri modelli di iPhone, suscitando quindi critiche da parte dei media.

## Software
L'iPhone 5c è stato introdotto sul mercato con iOS 7.0. Il supporto finisce a giugno del 2017, quando viene annunciato che non monterà la successiva versione di iOS, iOS 11, nell’Apple WWDC 2017.
Da un punto di vista di software applicativo, oltre all'assistente vocale Siri, alle versioni mobili del browser Safari e del client di posta elettronica Mail e alle applicazioni per le funzioni di base (chiamate telefoniche, messaggi, contatti, calendario, calcolatrice, memo vocali, promemoria, foto camera, note, video, musica, orologio), l'iPhone 5c (come gli altri) è fornito di serie con alcune applicazioni extra sviluppate da Apple:
- Mappe, applicazione di geo-localizzazione e navigazione guidata.
- Passbook, applicazione per gestire acquisti on-line, biglietti, carte d'imbarco in formato elettronico.
- Meteo, applicazione per accedere alle previsioni del tempo.
- FaceTime, applicazione per video chiamate tramite Wi-Fi o rete cellulare.
- iTunes Store, per acquisti di musica, filmati ed ebook.
- Borsa, applicazione per la gestione di titoli azionari.
- Game Center, applicazione per giochi individuali e interattivi con altri utenti.
- App Store, per acquisto di applicazioni e aggiornamenti del software.
- Edicola, applicazione per accedere a giornali e riviste on line in modo personalizzato.
- Bussola, con funzionalità di orientamento geografico e livella.
- iCloud, per la memorizzazione e condivisione di file, immagini, video e musica su cloud storage.
- AirDrop e AirPlay, per la condivisione e riproduzione di contenuti multimediali tramite WiFi.

## Hardware
- RAM 1 GB
- Processore Apple A6
- Sistema operativo iOS 7.0 aggiornabile a iOS 10.3.4
- Vetro frontale del display e vetro posteriore in vetro alluminio silicato (stesso tipo di vetro utilizzato per i parabrezza di elicotteri e treni ad alta velocitá)
- Rivestimento oleorepellente a prova di impronte su fronte e retro
- Multi-Touch widescreen da 4" (diagonale)
- Display Retina
- Display IPS 1136 × 640 pixel a 326 ppi (contrasto 800:1)
- LTE (1, 2, 3, 4, 5, 7, 8, 13, 17, 18, 19, 20, 25, 26)/FDD-LTE (1, 2, 3, 5, 7, 8, 20)/TD-LTE (38, 39, 40)
- UMTS/HSDPA/HSUPA (850, 900, 1900, 2100 MHz)
- GSM/EDGE (850, 900, 1800, 1900 MHz)
- Wi-Fi 802.11b/g/n (802.11n a 2,4 GHz e 5 GHz)
- Tecnologia wireless Bluetooth 4.0 + EDR
- Flash drive da 8, 16 GB o 32 GB (di cui 700 MB riservati ai file di sistema)
- Fotocamera posteriore iSight da 8 megapixel con flash LED e autofocus "Tap to focus"
- Registrazione video HD (1080p) fino a 30 fotogrammi al secondo con audio
- Fotocamera frontale da 1,2 megapixel (1280 px × 960 px), Registrazione video HD a 720p
- Videochiamata su Wi-fi con qualitá HVGA (480 × 368 pixel)
- Riproduzione audio nei formati AAC, AAC protetto, HE-AAC, MP3, MP3 VBR, Audible (formati 2, 3, 4, Audible Enhanced Audio, AAX, AAX+), Apple Lossless, AIFF, WAV
- A-GPS
- Controlli vocali
- Bussola digitale
- Geotagging di foto e video
- Giroscopio a 3 assi
- Autonomia in standby: fino a 250 ore
- Dimensioni iPhone: 124,4 mm × 59,2 mm × 8,97 mm
- Massa: 132 g

### Involucro
| Colorazioni | Colorazioni | Colorazioni |
| Nome        | Nome        | Fronte      |
| ----------- | ----------- | ----------- |
|             | Bianco      | Nero        |
|             | Rosa        | Nero        |
|             | Giallo      | Nero        |
|             | Blu         | Nero        |
|             | Verde       | Nero        |

A differenza degli altri modelli di iPhone, dotati di involucro metallico, il 5c si caratterizza per essere il terzo modello di iPhone con involucro plastico in policarbonato, dopo l’iPhone 3G e iPhone 3GS. La denominazione plastic fantastic deriva dalla straordinaria resistenza conferita alla plastica, lavorata con saldatura laser su telaio interno, e che funge anche da antenna. La plastica mischiata al ferro conferisce al telefono una straordinaria resistenza.
L'iPhone 5c è disponibile in cinque colorazioni diverse: bianco, giallo, verde lime, azzurro e rosa. La C della sigla del modello sta per color per indicare proprio questa caratteristica.
Il dispositivo è dotato di un display LCD Multi-touch con tecnologia IPS a colori di 4 pollici di tipo retina, con una risoluzione massima di 1136 × 640 pixel e una densità di 326 ppi.

### Tasti fisici
Come gli altri modelli di iPhone, il 5c è dotato di cinque tasti fisici tra cui: il tasto Home sotto il display che riporta al menu home, il pulsante di accensione-standby nella parte superiore, e al lato l'interruttore Silenzioso e i due pulsanti del volume.

### Audio
Formati audio supportati: AAC (da 8 a 320 kBps), Protected AAC (da iTunes Store), HE-AAC, MP3 (da 8 a 320 kBps), MP3 VBR, Audible (formati 2, 3, 4, Audible Enhanced Audio, AAX e AAX+), Apple Lossless, AIFF e WAV Livello di volume massimo configurabile dall'utente.

### Video
La fotocamera posteriore è la stessa utilizzata nell'iPhone 5, di tipo iSight a 8 megapixel di risoluzione in grado anche di registrare filmati video in HD (1080p) fino a 30 fotogrammi al secondo, completi di audio. La fotocamera frontale possiede una risoluzione VGA di 1,3 megapixel può registrare video HD a 720p.

### Archiviazione
iPhone 5c è disponibile in tre varianti: 8 GB, 16 GB e 32 GB. I dati vengono memorizzati su una memoria flash integrata senza possibilità di espansione. Nel mese di marzo 2014, il produttore ha annunciato la nuova variante di iPhone 5c con un taglio di memoria da 8GB a un prezzo inferiore. Dopo l'uscita e il lancio di iPhone 6, sono stati ritirati i tagli da 16 GB e 32 GB, lasciando in commercio soltanto il taglio di archiviazione da 8 GB.

### CPU e RAM
L'iPhone 5c utilizza lo stesso processore utilizzato per l'iPhone 5, il chip A6, con 1 GB di memoria RAM.

### Batteria
iPhone 5c è dotato di una batteria agli ioni di litio integrata da 1510 mAh, migliorata in termini di durata rispetto all'iPhone 5 e al 5S.

### Connettività
L'iPhone 5c è in grado di navigare su reti GPRS, 3G, e LTE. È dotato di connettività wireless 802.11 a/b/g/n da 2,4 e 5 GHz. Supporta il Bluetooth 4.0 e la connessione per la navigazione turn by turn tramite GPS assistito e GLONASS. È presente inoltre un'interfaccia USB con cavo di connessione Lightning a 8 pin.

## Difetti
Diversi utenti lamentano la frattura del display se il dispositivo è soggetto a pressione (ad esempio se riposto nella tasca posteriore dei pantaloni).
Molti utenti hanno riscontrato un eccessivo riscaldamento della scocca del dispositivo, si presume che la scelta da parte di Apple di creare delle cover apposite, fornite di buchi, sia proprio per questo motivo.

## Prezzi
L'iPhone 5c inizialmente veniva venduto ad un prezzo di 629 euro per la versione da 16GB e 729 euro per quella da 32GB.
Con l'uscita dell'iPhone 6 e 6 Plus, nel settembre 2014, i tagli di memoria da 16 GB e 32GB sono stati rimossi per lasciare spazio alla sola versione da 8GB, in vendita al prezzo di 429 euro.
Con l'arrivo sul mercato degli iPhone 6S e iPhone 6s Plus, il 9 settembre 2015 l'iPhone 5c è stato rimosso dalla vendita presso i canali ufficiali Apple, per essere sostituito dall'iPhone 5s come modello entry level.
Al giorno d'oggi, l'iPhone 5c è reperibile a prezzi che si aggirano attorno agli 80 euro.